# Mormântul lui Mihai Costăchescu
Mormântul lui Mihai Costăchescu este un monument istoric aflat pe teritoriul municipiului Iași.